# Itacarambi
Itacarambi là một đô thị thuộc bang Minas Gerais, Brasil. Đô thị này có diện tích 1252,074 km², dân số năm 2007 là 17626 người, mật độ 15,3 người/km².